# Bosque de Jimki

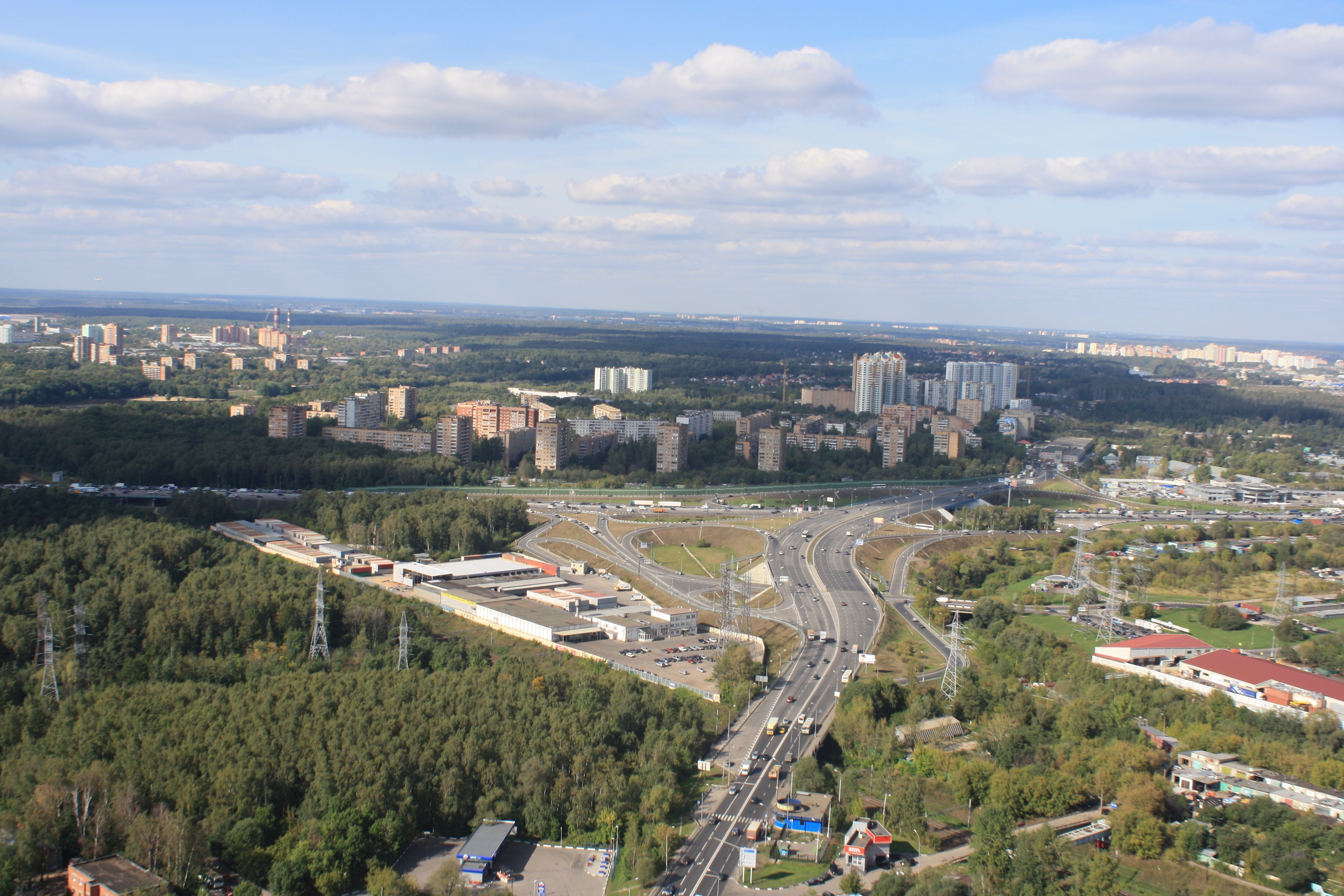
Imagen del bosque de Jimki

El bosque de Jimki es un bosque de abedules de unas 1.000 hectáreas situado en la ciudad rusa de Moscú. Forma parte del llamado Cinturón Verde alrededor de esta ciudad. En el año 2006 salió a la luz un proyecto de construcción de una autopista de 8 billones de dólares que atravesaba el bosque para conectar Moscú y San Petersburgo.  Para poder hacer eso, parte del bosque tenía que ser talado. La construcción ha provocado grandes protestas, que se volvieron violentas en julio de 2010. El 26 de agosto, el presidente ruso Dmitri Medvédev ordenó detener la construcción.

## Protestas contra la autovía planeada
Artículo principal: Autopista Moscú - San Petersburgo

### Historia de las protestas
En el año 2006 salió a la luz un proyecto de construcción de una autopista de 8 billones de dólares que atravesaba el bosque y conectaba las ciudades de Moscú y San Petersburgo. La autopista planeada ha generado muchas protestas tanto a nivel local como internacional, a causa de la deforestación y de otras cuestiones medioambientales. La fauna del bosque incluye zorros, alces, jabalíes y un gran número de especies de insectos y plantas en peligro de extinción.
La tala de árboles empezó el 14 de julio de 2010 e inmediatamente se produjeron enfrentamientos entre los activistas y los trabajadores. Los activistas eran gente de la zona y un grupo llamado Defensa ecológica de la región de Moscú, juntamente con Greenpeace Rusia y el movimiento civil Frente de Izquierdas.  El 15 de julio de 2010, los ecologistas empezaron a hacer guardia las veinticuatro horas del día para evitar que talaran los árboles. El 8 de julio de 2010, docenas de anarquistas y antifascistas asaltaron la administración central de Jimki.  Se rompieron ventanas y los asaltantes hicieron un grafiti que decía Salva el bosque ruso.
El 22 de agosto de 2000 activistas asistieron a un concierto organizado para protestar contra la construcción de la autopista. Ese mismo día, dos líderes de la oposición y un activista de los derechos humanos que participaban en las concentraciones para celebrar el Día de la Bandera Nacional de Rusia, fueron detenidos. Los activistas afirmaron que fueron arrestados "para detener las acciones en defensa del bosque de Jimki".
El Tribunal Supremo ruso ha dictaminado que la construcción de la autopista no es ilegal. Los activistas del Movimiento en Defensa del Bosque de Jimki han presentado una demanda ante el Tribunal Europeo de Derechos Humanos en Estrasburgo. En agosto, el partido político más grande del país, Rusia Unida, pidió al presidente que parara la construcción. Analistas de Reuters especularon con la posibilidad de que este movimiento fuera un intento del partido de "adelantarse a acciones de protesta más amplias" que podrían haber bajado el nivel de popularidad del que gozaban tanto el Kremlin como el partido.
A finales de agosto, Bono, el cantante del grupo U2, se declaró totalmente en contra de la construcción de la autopista mientras estaba de gira por Rusia. Bono invitó a Yuri Shevchuk, cantante del grupo de rock DDT, a subir al escenario durante un concierto y juntos cantaron una canción de Bob Dylan delante de 60.000 personas. Shevchuk, abiertamente crítico con la ruta planeada para la autopista, fue noticia cuando en mayo se enfrentó a Vladímir Putin en un encuentro cara a cara. Bono dijo en una entrevista que lamentaba no haber sacado el tema durante su reunión con el presidente ruso.

### Ataques
Varios manifestantes y periodistas declararon haber sido atacados e intimidados tanto por la policía como por asaltantes anónimos. Tres periodistas - Anatoli Adamchuk de Zhukovskie Vesti, Mikhail Beketov de Khimkinskaya Pravda y Oleg Kashin de Kommersant– fueron agredidos en lo que se cree que fueron ataques vinculados a la cobertura de las protestas.

### El presidente Medvédev suspende el proyecto
El 26 de agosto de 2010, el presidente Dmitri Medvédev ordenó detener la construcción de la autopista y pidió tiempo para deliberar. "Teniendo en cuenta el gran nombre de peticiones (en contra de la construcción), he tomado la decisión de suspender la implantación del decreto de la construcción de la autopista y de mantener debates públicos y especializados adicionales".
Uno de los activistas que han luchado para proteger el bosque calificó la decisión del presidente de "victoria" para los activistas. El prefecto del distrito de la ciudad  y antiguo oficial medioambiental, Oleg Mitvol, ha declarado que la autopista podría construirse en otra área al norte de la capital. Cuando presentó su idea al alcalde de Moscú Yuri Luzhkov, este apoyó la propuesta. Aleksey Knizhnikov, del World Wide Fund for Nature (WWF), declaró que si la tala de los árboles se detenía ahora mismo, el bosque podría recuperarse en una década.